# مفارقة الكومة

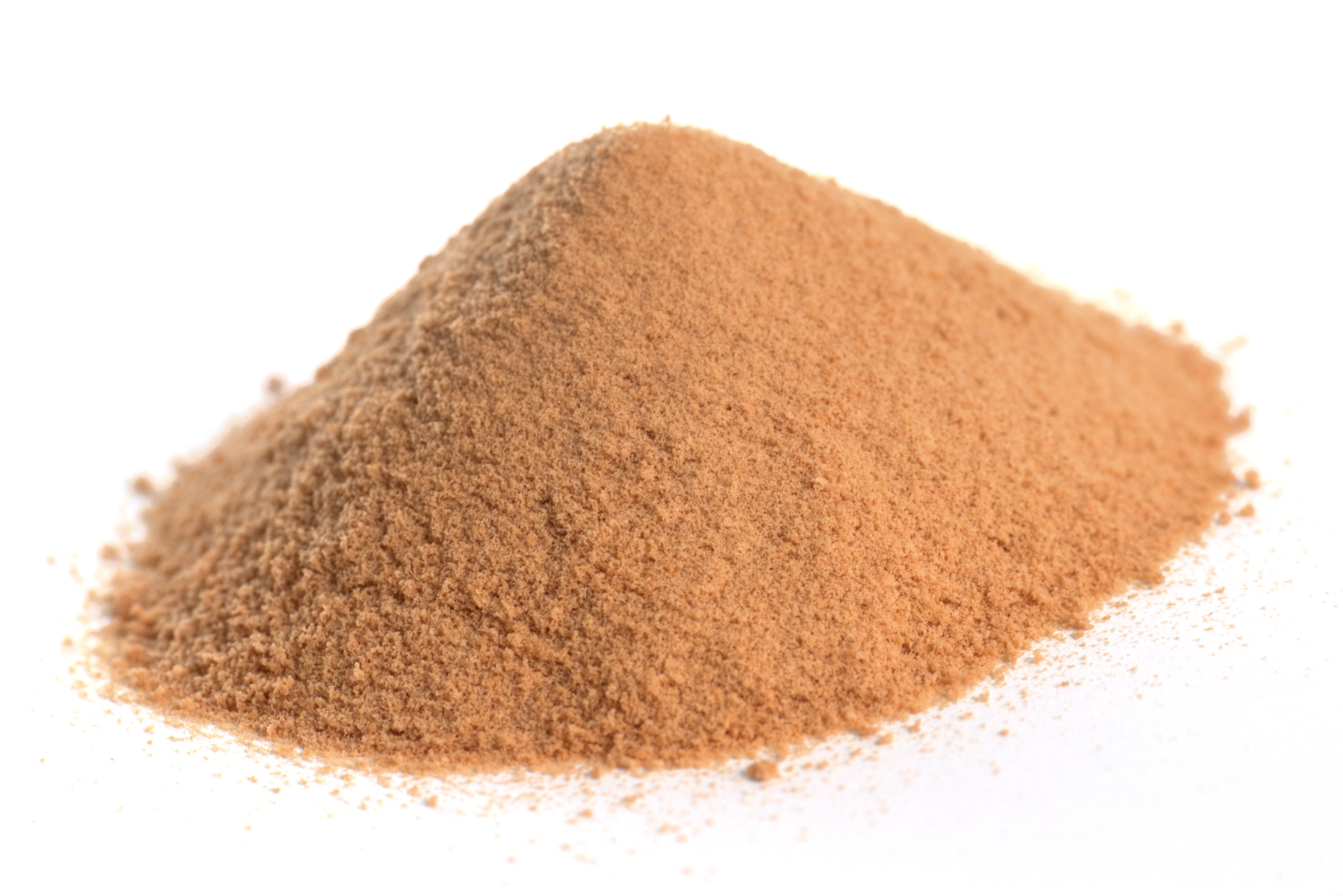
تناقض الاستدلال التراكمي: إذا تم تقليل الكومة بمقدار حبة واحدة في كل مرة ، في أي نقطة بالضبط لا يمكن اعتبارها كومة؟

مفارقة الكومة أو مفارقة سوريتس، إحدى المفارقات المنطقية التي تشير إلى مفهوم الكومة الغامض، واستحالة تحديد كم الأشياء التي نحتاجها لتشكيل كومة، إذ لا يوجد عدد يفصل بين مجموعة الأشياء التي تشكل كومة والتي لا تشكلها، وتتضمن الحالة النموذجية للمفارقة كومة رمل تتم إزالة الحبوب منها بشكل فردي وتدريجي، مع افتراض أن إزالة حبة واحدة من الرمل لا تلغي صفة الكومة، وتتجلى المفارقة في النظر بعد تكرار عملية الإزالة إلى ما تبقى من الكومة، إذ أن إزالة حبتين أو ثلاثة أو أكثر لا يلغي الصفة، فمتى تصبح الكومة غير كومة؟ وحبة واحدة عقب إبعاد كل حبوب الرمل لا يمكنها أن تمثل كومة؛ لأن الكومة هي عبارة عن مجموعة من الأشياء، وحبتان من الرمل ليستا كومة أيضًا لأن الكومة أكثر من مجرد زوج، إذاً كل ما كان لدينا في البداية من حبات الرمل هو ليس بكومة.

## الصيغة الأصلية

### مفارقة الكومة
كلمة "sorites" مشتقة من الكلمة اليونانية التي تعني كومة. سميت المفارقة بهذا الاسم بسبب توصيفها الأصلي المنسوب إلى أبوليدس الملطي والمفارقة هي كما يلي: "ضع في اعتبارك كومة من الرمل تُزال منها الحبوب بشكل فردي، يمكن للمرء أن يبني الحجة باستخدام المقدمات المنطقية التالية:
1000000 حبة رمل عبارة عن كومة من الرمل (المقدمة 1)
كومة من الرمل ناقص حبة واحدة لا تزال كومة. (المقدمة 2)
تكرار تطبيق المقدمة 2 ستجبر المرء في النهاية على قبول الاستنتاج القائل بأن "الكومة قد تتكون من حبة رمل واحدة فقط."  ويلاحظ ريد (1995) أن "الحجة نفسها هي كومة أو استدلال تراكمي، عبر اتباع خطوات القياس الاستثنائي:
1000000 حبة كومة.
إذا كانت 1000000 حبة كومة، فإن 999999 حبة هي كومة.
لذا فإن 999999 حبة كومة.
إذا كانت 999999 حبة عبارة عن كومة، فإن 999998 حبة هي كومة.
لذا فإن 999998 حبة هي كومة.
إذا. . .
. . . لذا فإن حبة 1 هي كومة.

### الاختلافات

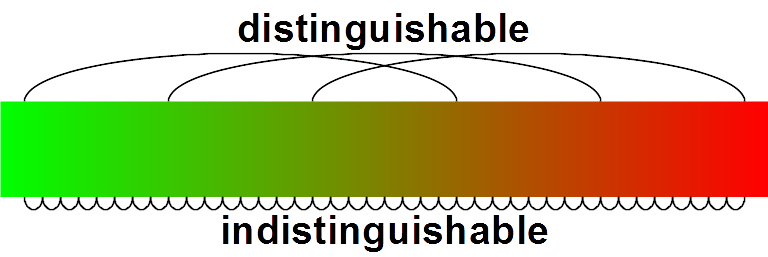
التدرج اللوني يوضح تناقض الاستدلال التراكمي ، أي ألوان متجاورة لا يمكن تمييزها بالعين البشرية

صيغة أخرى هي أن تبدأ بحبة رمل، والتي من الواضح أنها ليست كومة، ثم تفترض أن إضافة حبة رمل واحدة إلى شيء ليس كومة لا يحولها إلى كومة، ويمكن تكرار هذه العملية بقدر ما يريد المرء دون صنع كومة. أما الصيغة الأكثر بديهية لهذا البديل هي افتراض وجود مجموعة من الرقائق الملونة بحيث تختلف شريحتان متجاورتان في اللون بدرجة أقل من أن يتمكن البصر البشري من التمييز بينهما. ثم من خلال الاستقراء على هذه الفرضية، لن يتمكن البشر من التمييز بين الألوان.
يمكن إعادة بناء هذا التناقض لمجموعة متنوعة من الأمثلة، على سبيل المثال، مع صفات «طويل» و«غني» و«قديم» و«أزرق» و «أصلع»...الخ. وقد جادل برتراند راسل بأن كل اللغة الطبيعية وروابطها المنطقية غامضة، علاوة على ذلك، فإن أمثلة الافتراضات غامضة.

## روابط خارجية
- Zalta, Edward N. (محرر). «مفارقة سوريتس». موسوعة ستانفورد للفلسفة. بواسطة دومينيك هايد.
- ساندرا لافاف: المفاهيم المفتوحة والمغلقة ومغالطة الاستمرارية